# Compliment
Compliment (Eigenschreibweise COMPLIMENT) war eine österreichische Frauenzeitschrift, die von Dezember 2007 bis Sommer 2011 erschien und sich an Frauen ab 45 Jahren richtete. Konzipiert wurde die Zeitschrift von Michael Lameraner in Zusammenarbeit mit Nadine Antos.
Im Sommer 2011 wurde die Zeitschrift aufgrund unzureichender Anzeigenbuchungen trotz ausreichender Leserzahl eingestellt und in ein vierteljährliches Sonderheft, das der Zeitschrift Wienerin beiliegt und erstmals im Oktober 2011 erschien, umgewandelt.